# يو بن
يو بن (بالصينية: 喻彬) هو كاتب ورسام صيني، ولد في 6 نوفمبر 1966 في Jishui County ‏ في الصين.